# نظام الزراعة
كاننظام الزراعة (بالهولندية: cultuurstelsel)، أو بتعبير أقل دقة نظام الثقافة ضمن سياسة الحكومة الهولندية في منتصف القرن التاسع عشر في مستعمرة الهند الشرقية الهولندية (الآن إندونيسيا). كان من الضروري تخصيص جزء من الإنتاج الزراعي لتصدير المحاصيل، ويشير المؤرخون الأندونيسيون إلى ذلك باعتباره Tanam Paksa أي ("الزراعة الإلزامية").

## الخلفية
على الرغم من زيادة عائدات النظام الهولندي من ضريبة الأراضي، فإن الموارد المالية الهولندية تأثرت بشدة من تكلفة حرب جاوة وحرب بادري. أدت الثورة البلجيكية عام 1830 والتكاليف الناتجة عن الحفاظ على الجيش الهولندي في حالة حرب حتى عام 1839 إلى وضع هولندا على حافة الإفلاس. وفي عام 1830 تم تعيين الحاكم العام الجديد يوهانس فان دن بوش لزيادة استغلال موارد جزر الهند الشرقية الهولندية.

## التنفيذ والنتائج

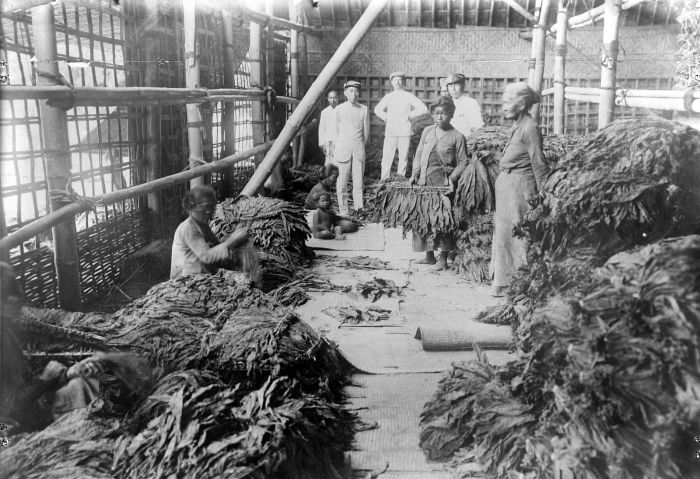
فرز أوراق التبغ في جاوة خلال الفترة الاستعمارية خلال وقبل عام 1939.

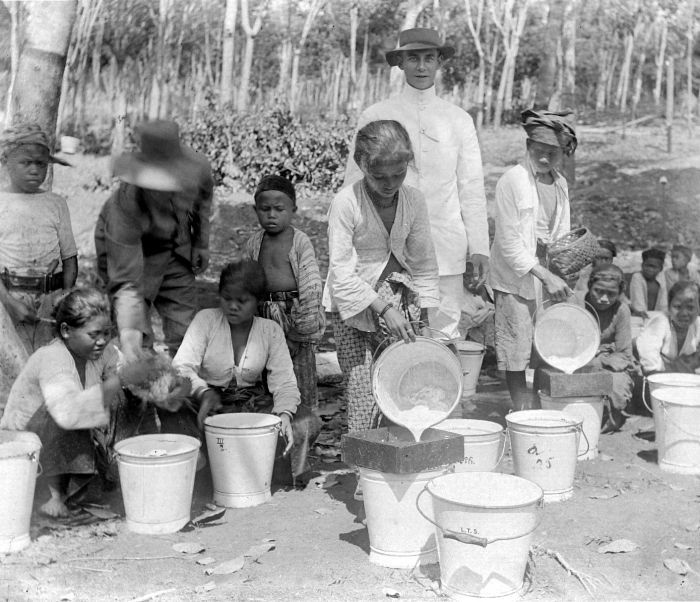
جمع المطاط الطبيعي في مزارع جاوة. وأحضر الهولنديون شجرة المطاط من أمريكا الجنوبية.

تم تطبيق نظام الزراعة أولاً في جزيرة جاوة مركز الدولة الاستعمارية. وبدلاً من فرض ضرائب الأراضي، تم تخصيص 20% من أراضي القرية لزراعة محاصيل الحكومة من أجل التصدير أو بدلاً من ذلك، كان يتم إلزام الفلاحين بالعمل في المزارع المملوكة للحكومة لمدة 60 يومًا في السنة. وللسماح بتطبيق هذه السياسات، كان أهل القرية في جزيرة جاوة مرتبطين بشكل أكثر رسمية بقراهم ومُنعوا - أحيانا - من السفر بحرية في جميع أنحاء الجزيرة دون إذن. ونتيجة لهذه السياسة أصبحت غالبية جزيرة جاوة مزارع هولندية.
وللتعامل مع ومعالجة المحاصيل النقدية، عينت هولندا شبكة من الوسطاء المحليين حققوا أرباحًا طائلة واهتموا بنظام: الكومبرادور وهو مماثل لنظام الكوتير في أيرلندا. وتم تمويل هذا النظام جزئيًا عن طريق السندات المباعة إلى الهولنديين أنفسهم وجزء آخر عن طريق إدخال العملة النحاسية الجديدة بنسبة 2:1 إلى القديمة تقريبًا وبالتالي كسب قطاع هائل من الاستهلاك على حساب الاقتصاد المحلي. مأخوذ من بعض الملاحظات على جاوة وإدارة الهولنديين (Some Notes on Java and its Administration by the Dutch)، بقلم هنري سكوت بويز، 1892:
"وابتكر الجنرال فان در بوش نظامًا جديدًا لزيادة أرباح حكومة، كما شرع في الوقت نفسه في وضع النظام الثقافي. وتم سك كمية هائلة من العملات النحاسية في هولندا وكانت القيمة الأساسية أقل من نصف القيمة الاسمية. وجاءت هذه العملات عن طريقة مناقصة قانونية، حيث يدفع للفلاح مقابل إنتاجه بهذه العملة النحاسية. وبالتالي، كما صرح - بسذاجة - السيد موني في عمله في جزيرة جاوة أو عن كيفية إدارة مستعمرة:- "القروض التي زادت في هولندا لبدء تشغيل النظام كان أثرها في جاوة يعادل ضعف قيمتها 
وحقق الهولنديون وحلفاؤهم الأندونيسيون ثروة طائلة من هذه السياسة من خلال نمو الصادرات حيث بلغ متوسطها حوالي أربعة عشر في المئة. وابتعدت هولندا عن حافة الإفلاس وحققت جزر الهند الشرقية الهولندية اكتفاءً ذاتيًا وأرباحًا. ومع ذلك يرتبط نظام الزراعة بالمجاعات والأوبئة في أربعينيات القرن التاسع عشر، أولاً في مدينة سيريبون ثم جزيرة جاوة الوسطى حيث المحاصيل النقدية مثل النيلة والسكر التي تزرع بدلاً من الأرز.
أدت الضغوط السياسية في هولندا، والناتجة جزئيًا من هذه المشاكل وجزئيًا من التماس الريع للتجار المستقلين ممن يفضلون التجارة الحرة أو المحلية (انظر عمل هنري سكوت بويز المذكور أعلاه)، في النهاية إلى إلغاء النظام (عام 1870 تقريبًا) واستبداله بنظام السوق الحرة في الفترة الليبرالية حيث تم تشجيع المشاريع الخاصة.

## كتابات أخرى
- Ricklefs، M.C. (1991). A Modern History of Indonesia, 2nd edition. MacMillan. ص. 119–24, 126, 128. ISBN:0-333-57690-X.